# دنیس اکرت
دنیس اکرت (به انگلیسی: Dennis Eckert؛ ۹ ژانویه ۱۹۹۷) بازیکن فوتبال دورگه آلمانی-ایرانی است که در پست مهاجم و وینگر برای باشگاه استاندارد لیژ در لیگ برتر بلژیک بازی می‌کند. او برادرزادهٔ آناهیتا درگاهی بازیگر سینماست.

## دوران باشگاهی

### دوران آغازین
اکرت از مادری گالیسیایی و پدری آلمانی با ریشه ایرانی در بن متولد شد. وی در سال ۲۰۱۳، پس از حضور در باشگاه کلن و آلمانیا آخن به باشگاه جوانان مونشن‌گلادباخ پیوست. اکرت در ۵ سپتامبر  ۲۰۱۵ اولین بازی خود را در رگیونالیگا در تساوی ۲–۲ مونشن‌گلادباخ در برابر اس‌‌اس‌وی‌جی ولبرت انجام داد.

### سلتاویگو
اکرت در ۴ ژوئیه ۲۰۱۷؛ ابتدا به سلتاویگو بی که آن زمان در سگوندا دیویسیون بی حضور داشت، پیوست. در ۱۸ اوت ۲۰۱۸؛ او اولین بازی خود را برای بزرگسالان در تساوی ۱–۱ مقابل اسپانیول در لا لیگا انجام داد. جایی که در دقیقه ۹۰ به‌جای ماکسی گومز به‌ عنوان بازیکن تعویضی به میدان رفت.

#### اکسلسیور (قرضی)
در ۳۱ ژانویه ۲۰۱۹، اکرت تا ژوئن به باشگاه اکسلسیور در لیگ برتر هلند پیوست. اکرت گل پیروزی‌بخش اکسلسیور را در ۱۷ فوریه در پیروزی ۲–۱ مقابل باشگاه امن زد تا اولین گل خود را در لیگ برتر به ثمر برساند.

### اینگولشتات ۰۴
در ۲ سپتامبر ۲۰۱۹، اکرت با امضای قراردادی به مدت ۳ سال به اینگولشتات ۰۴ پیوست. اکرت در اولین بازی خود برای این باشگاه در لیگا ۳ در ۱۵ سپتامبر ۲۰۱۹ در باخت ۲–۳ در مقابل باشگاه هالشر یک گل زد و یک پاس‌گل داد. اکرت فصل را با ۱۴ گل در ۳۰ بازی لیگا ۳ به پایان رساند و به اینگولشتات کمک کرد تا به پلی‌آف صعود کند. اکرت به اینگولشتات کمک کرد تا فصل بعد دوباره به پلی‌آف صعود کند ولی این بار اینگولشتات را به بوندس‌لیگا ۲ رساند.

### یونیون سن ژیلواز
در ۲۰ ژوئن ۲۰۲۲، اکرت پس از به ثمر رساندن ۲۵ گل و دادن ۱۵ پاس‌گل در ۷۸ بازی برای اینگولشتات، پیش از فصل ۲۰۲۳–۲۰۲۲ با تیم بلژیکی یونیون سن ژیلواز قرارداد امضا کرد.